# Taylor Creek (Florida)
Taylor Creek es un lugar designado por el censo ubicado en el condado de Okeechobee en el estado estadounidense de Florida. En el Censo de 2010 tenía una población de 4.348 habitantes y una densidad poblacional de 406,78 personas por km².

## Geografía
Taylor Creek se encuentra ubicado en las coordenadas 27°12′51″N 80°47′25″O / 27.21417, -80.79028. Según la Oficina del Censo de los Estados Unidos, Taylor Creek tiene una superficie total de 10.69 km², de la cual 9.48 km² corresponden a tierra firme y (11.29%) 1.21 km² es agua.

## Demografía
Según el censo de 2010, había 4.348 personas residiendo en Taylor Creek. La densidad de población era de 406,78 hab./km². De los 4.348 habitantes, Taylor Creek estaba compuesto por el 93.51% blancos, el 0.99% eran afroamericanos, el 0.62% eran amerindios, el 1.43% eran asiáticos, el 0.02% eran isleños del Pacífico, el 2.21% eran de otras razas y el 1.22% pertenecían a dos o más razas. Del total de la población el 8.21% eran hispanos o latinos de cualquier raza.